# Aeroportul Arlit
Aeroportul Arlit (IATA: RLT, ICAO: DRZL) este un aeroport din Arlit, Departamentul Arlit, Regiunea Agadez, Niger ce deservește zona Arlit. A fost numit după zona deservită.
Situat la o altitudine de 440 m, aeroportul dispune de o singură pistă.